# Campionati europei di ciclismo su strada 2011 - Gara in linea maschile Under-23
La gara in linea maschile Under-23 dei Campionati europei di ciclismo su strada 2011 è stata corsa il 17 luglio 2011 in Italia, nei dintorni di Offida, su un percorso totale di 179,4 km. La medaglia d'oro è stata vinta dal tedesco Julian Kern con il tempo di 4h43'08" alla media di 38,01 km/h, l'argento al bielorusso Sjarhej Novikaŭ e a completare il podio l'altro bielorusso Kanstancin Klimjankoŭ.
Partenza con 167 ciclisti, dei quali 46 completarono la gara.

## Squadre partecipanti
| N.      | Cod. | Squadra         |
| ------- | ---- | --------------- |
| 2-4     | ALB  | Albania         |
| 6-13    | AUT  | Austria         |
| 14-20   | BLR  | Bielorussia     |
| 23-32   | BEL  | Belgio          |
| 36-40   | BUL  | Bulgaria        |
| 41-43   | CRO  | Croazia         |
| 44-52   | CZE  | Repubblica Ceca |
| 53-57   | EST  | Estonia         |
| 59-68   | FRA  | Francia         |
| 69-76   | GER  | Germania        |
| 77-83   | GBR  | Regno Unito     |
| 84-90   | GRE  | Grecia          |
| 91-94   | HUN  | Ungheria        |
| 95-99   | IRL  | Irlanda         |
| 101-109 | ITA  | Italia          |
| 111-118 | LAT  | Lettonia        |
| 120-126 | LTU  | Lituania        |

| N.      | Cod. | Squadra     |
| ------- | ---- | ----------- |
| 127-131 | LUX  | Lussemburgo |
| 133-142 | NLD  | Paesi Bassi |
| 143-147 | NOR  | Norvegia    |
| 151-157 | POL  | Polonia     |
| 159-167 | PRT  | Portogallo  |
| 172-173 | MDA  | Moldavia    |
| 175     | ROU  | Romania     |
| 180-190 | RUS  | Russia      |
| 191-195 | SRB  | Serbia      |
| 196-202 | SVK  | Slovacchia  |
| 204-213 | SVN  | Slovenia    |
| 215-224 | ESP  | Spagna      |
| 226-229 | SWE  | Svezia      |
| 231-237 | SUI  | Svizzera    |
| 239-247 | UKR  | Ukraina     |
| 248     | LAT  | Lettonia    |
| 249-250 | TUR  | Turchia     |

## Ordine d'arrivo (Top 10)
| Pos. | Corridore             | Squadra     | Tempo    |
| ---- | --------------------- | ----------- | -------- |
| 1    | Julian Kern           | Germania    | 4h43'08" |
| 2    | Sjarhej Novikaŭ       | Bielorussia | s.t.     |
| 3    | Kanstancin Klimjankoŭ | Bielorussia | s.t.     |
| 4    | Artem Topčanjuk       | Ukraina     | a 3"     |
| 5    | Mattia Cattaneo       | Italia      | a 5"     |
| 6    | Rudy Molard           | Francia     | a 22"    |
| 7    | Jordi Simón           | Spagna      | s.t.     |
| 8    | José Gonçalves        | Portogallo  | s.t.     |
| 9    | Axel Domont           | Francia     | s.t.     |
| 10   | Bob Jungels           | Lussemburgo | s.t.     |